# BEND6
BEND6 (англ. BEN domain containing 6) – білок, який кодується однойменним геном, розташованим у людей на 6-й хромосомі. Довжина поліпептидного ланцюга білка становить 279 амінокислот, а молекулярна маса — 31 222.
| 10         |  | 20         |  | 30         |  | 40         |  | 50         |
| ---------- |  | ---------- |  | ---------- |  | ---------- |  | ---------- |
| MQKIVQTDEI |  | TNTQAFRKGK |  | RKRTETMDSE |  | NANSDMDKGQ |  | RDPYSGNAFL |
| PGESSSEDEE |  | PLAELSKEEL |  | CAKIKSLKEK |  | LTNTRKENSR |  | LRQSLVMLQV |
| LPQAVTQFEE |  | LVGMAEALLK |  | GGGTMSTSAS |  | TLWRATNNSS |  | PDSFASTCSN |
| SNSNSSSPVS |  | LKPEEEHQTD |  | EKQFQIEKWQ |  | IARCNKSKPQ |  | KFINDLMQVL |
| YTNEYMATHS |  | LTGAKSSTSR |  | DKAVKPAMNQ |  | NEVQEIIGVT |  | KQLFPNTDDV |
| SIRRMIGQKL |  | NNCTKKPNLS |  | KNLNSQDIK  |  |            |  |            |

A: Аланін

C: Цистеїн

D: Аспарагінова кислота

E: Глутамінова кислота

F: Фенілаланін

G: Гліцин

H: Гістидин

I: Ізолейцин

K: Лізин

L: Лейцин

M: Метіонін

N: Аспарагін

P: Пролін

Q: Глутамін

R: Аргінін

S: Серин

T: Треонін

V: Валін

W: Триптофан

Кодований геном білок за функцією належить до репресорів. 
Задіяний у таких біологічних процесах, як транскрипція, регуляція транскрипції, нейрогенез, альтернативний сплайсинг. 
Локалізований у ядрі.